# Weiden Challenger 2003
Il Weiden Challenger 2003 è stato un torneo di tennis facente parte della categoria ATP Challenger Series nell'ambito dell'ATP Challenger Series 2003. Il torneo si è giocato a Weiden in Germania dal 9 al 15 giugno 2003 su campi in terra rossa.

## Vincitori

### Singolare
Tomas Behrend ha battuto in finale  Björn Phau con il punteggio di 2–6, 6–4, 6–1

### Doppio
Mariano Delfino /  Patricio Rudi hanno battuto in finale  Diego del Río /  Tomas Tenconi con il punteggio di 6–2, 4–6, 7–6(6)